# Gisela von Arnim
Ottilie Beate Gisela Walburgis von Arnim, també Giesela, de casada Grimm (30 d'agost de 1827, Berlín - 4 d'abril de 1889, Florència), va ser una escriptora alemanya.

## Biografia
Gisela von Arnim era la més jove dels set fills dels escriptors Bettina, de soltera Brentano, i Achim von Arnim; també era besneta de l'escriptora Sophie von La Roche. Durant els primers anys de la seva vida, Gisela von Arnim, com els seus germans, va viure alternativament a Wiepersdorf i Berlín. El seu pare va morir quan ella tenia tres anys. La seva mare, Bettina von Arnim, es va fer càrrec de la seva educació i va contractar professors privats, com l'alumne de Hegel, Karl Keck. Brümmer considerava Gisela von Arnim el fill més dotat de Bettina i Achim von Arnim. Va créixer en una època en què el romanticisme ja estava en declivi. La seva mare, que, com el seu pare, era un dels principals representants de l'època, la va introduir a través de les seves col·leccions de contes de fades, especialment les de Wilhelm Hauff, i va escriure amb ella algunes narracions. Als 20 anys, Gisela von Arnim va publicar els seus primers contes de fades sota pseudònims inspirats en el seu pare, Clemens Brentano i ETA Hoffmann.

Amb el conte de fades Aus den Papieren eines Spatzen (Dels papers d'un pardal) va esdevenir membre del Kaffeter Cercle, amb el sobrenom de Spatz von Spatzenheim ('El pardal de Sparrowhouse'), un grup format per les seves germanes i amigues que es trobaven regularment per pintar, dibuixar i llegir-se mútuament les composicions i representar petites obres dramàtiques. Després es va convertir en un autèntic saló literari i hi van ser admesos homes; els membres honoraris en van ser Hans Christian Andersen i Emanuel Geibel.

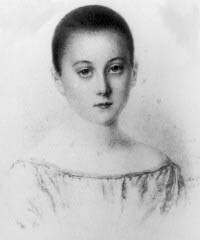
Gisela "Gisel" von Arnim

Ja el 1841, Gisela von Arnim havia conegut el seu futur marit, l'estudiós i historiador de l'art alemany Herman Grimm, fill de l'erudit literari i col·leccionista de contes de fades Wilhelm Grimm. El 1849 va conèixer el concertista i violinista i compositor Joseph Joachim. Es va desenvolupar una història d'amor, que de vegades va ser molt dolorosa per a les tres persones implicades, i només va acabar després que Gisela von Arnim es casés amb Herman Grimm l'octubre de 1859. El matrimoni no va tenir fills. Igual que la seva mare, també va ser amiga de Robert Schumann i la seva dona Clara durant aquests anys.
El 1888, Gisela von Arnim va viatjar a Roma, on esperava curar-se d'una malaltia cardíaca. De tornada a Alemanya, va morir a Florència. La seva tomba es troba al Cimitero Evangelico agli Allori (Nou Cementiri Evangèlic), al sud de la Porta Romana, amb una inscripció del seu marit, Herman Grimm.

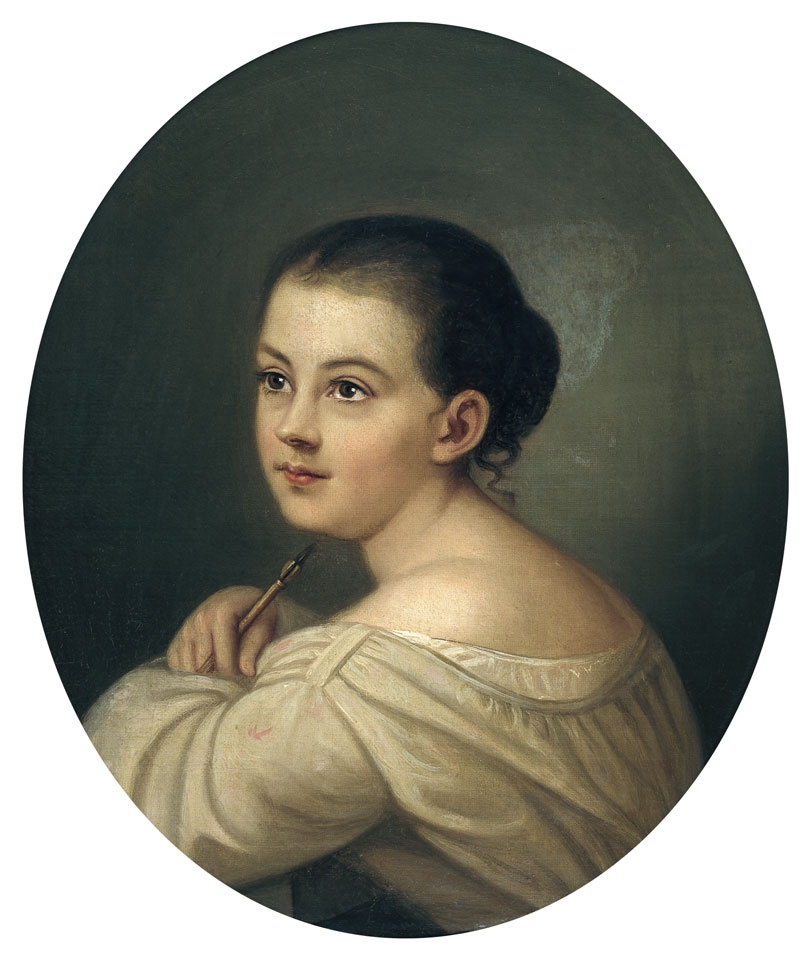
Gisela von Arnim, en un oli de Caroline Bardua

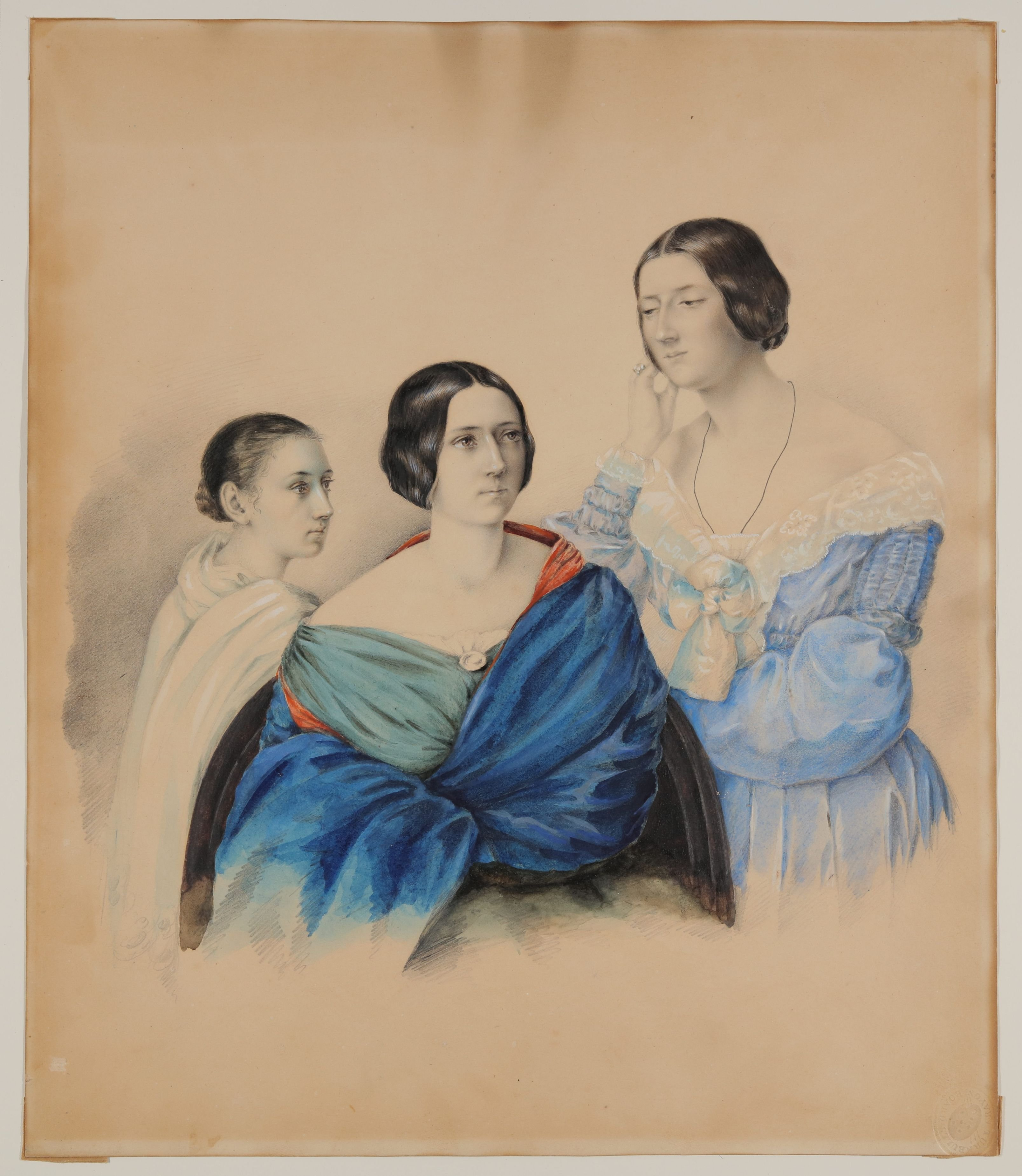
Gisela amb les seves germanes, Maximiliane i Armgart von Arnim

El seu drama de 1875 How It Was Meanwhile at Home és una glorificació del nou (Segon) Imperi Alemany. A més de les obres de teatre, Gisela von Arnim també va escriure assaigs i sobretot contes de fades, que es van publicar amb el pseudònim de Marilla Fittchersvogel, entre d'altres, com La vida de la gran comtessa Gritta von Rattenzuhausbeiuns, sorprenent per la seva llargada, escrit conjuntament amb la seva mare.

## Obra
- amb Bettina von Arnim: Das Leben der Hochgräfin Gritta von Rattenzuhausbeiuns. Märchen (La vida de la gran comtessa Gritta von Rattenzuhausbeiuns. Conte de fades). 1840.
- Aus den Papieren eines Spatzen. Märchen für eine Morgenstunde (Dels papers d'un pardal. Conte de fades per a una hora del matí). Arnim, Berlín 1848.
- Mondkönigs Tochter. Mährchen für eine Abendstunde. (Filla del rei de la Lluna. Conte de fades durant per a una hora de tarda). Bauer, Charlottenburg, 1844.
- Ein Brief über Signora Ristori als „Myrrha“ auf der Berliner Bühne (Una carta sobre la signora Ristori com a "Myrrha" a l'escenari de Berlín). F. Schneider i Comp., Berlín 1856.
- Dramatische Werke (Obres dramàtiques) (4 volums; 1857–1875).
  - Volum 1: Ingeborg von Dänemark, Das Herz der Laïs (Ingeborg de Dinamarca, El cor de Laïs).
  - Volum 2: rost in Thränen (Consol en llàgrimes). Bonn 1857.
  - Volum 3: Das Steinbild der Cornelia (La imatge de pedra de Cornelia). Berlín 1865.
  - Volum 4: Wie es unterdessen Daheim war. Dramatische Erzählung (Com era a casa mentrestant. Narració dramàtica). Berlín 1875.
- Drei Mährchen (Tres contes de fades) Berlín 1853.
- Das Licht (La llum). 1870.
- Die gelbe Haube (La caputxa groga) (comèdia, 1877).
- Ein Brief über Rom und Berlin (Una carta sobre Roma i Berlín). 1887.
- Alt Schottland. Drama in fünf Akten (Antiga Escòcia. Drama en cinc actes). Amb un pròleg als amics d'Herman Grimm. Berlín 1890.